# Eduardo Mondlane
Eduardo Chivambo Mondlane (Manjacaze, Gaza, 20 de junho de 1920 — Dar es Salaam, 3 de fevereiro de 1969) foi um dos fundadores e primeiro presidente da Frente de Libertação de Moçambique (FRELIMO), a organização que lutou pela independência de Moçambique do domínio colonial português. O dia da sua morte, assassinado por uma encomenda-bomba, é celebrado em Moçambique como Dia dos Heróis Moçambicanos.

## Vida e luta

### Juventude e Estudos
Filho de um chefe tradicional, Mondlane estudou inicialmente numa missão presbiteriana suíça próxima de Manjacaze, mas viria a terminar os seus estudos secundários numa escola da mesma igreja na África do Sul. Após ter sido expulso, na sequência da subida ao poder do Partido Nacional, da Universidade de Witwatersrand, onde cursava Antropologia e Sociologia, seguiu estudos, usufruindo de uma bolsa, na Universidade de Lisboa. Aí conheceu outros estudantes que viriam a ser os líderes dos movimentos nacionalistas e anticoloniais de vários países africanos, como Amílcar Cabral e Agostinho Neto. Terminaria os estudos nos Estados Unidos, frequentando o Oberlin College (Ohio) e a Northwestem University (Evaston, Illinois) e vindo a obter o doutoramento em Sociologia.

### Académico
Trabalhou para as Nações Unidas, no Departamento de Curadoria, como investigador dos acontecimentos que levavam à independência dos países africanos e foi também professor de história e sociologia na Universidade de Syracuse, em Nova Iorque. Nessa altura, na (década de 1950), Mondlane teve contactos com Adriano Moreira, um ministro português que queria recrutá-lo para trabalhar na administração colonial; Mondlane, por seu turno, tentou convencê-lo da necessidade de Portugal seguir o caminho dos restantes países, que estavam a dar independência às suas colónias africanas.[carece de fontes?]

### Libertação nacional
Em 1961 visitou Moçambique, a convite da Missão Suíça, e teve contactos com vários nacionalistas, onde se convenceu de que as condições estavam criadas para o estabelecimento de um movimento de libertação. Por essa altura e independentemente, formaram-se três organizações com o mesmo objectivo: a UDENAMO (União Democrática Nacional de Moçambique), a MANU (Mozambique African National Union, à maneira da KANU do Quénia e de tantas outras) e a UNAMI (União Nacional Africana para Moçambique Independente). Estas organizações tinham sede em países diferentes e uma base social e étnica também diferentes, mas Mondlane tentou uni-las, o que conseguiu com o apoio do presidente da Tanzânia, Julius Nyerere – a FRELIMO foi de facto criada na Tanzânia, com base naqueles três movimentos, em 25 de Junho de 1962, e Mondlane foi eleito seu primeiro presidente, com Uria Simango como Vice-Presidente.[carece de fontes?]
Nessa altura, Mondlane já tinha chegado à conclusão de que não seria possível conseguir a independência de Moçambique sem uma guerra de libertação, mas era necessário desenhar uma estratégia e obter apoios para a levar a cabo, o que Mondlane começou a fazer. Os primeiros guerrilheiros foram treinados na Argélia e, entre eles, contava-se Samora Machel que o substituiria após a sua morte. Os seguintes foram já treinados na Tanzânia, onde a FRELIMO organizou ainda uma escola secundária, o Instituto de Moçambique.[carece de fontes?]
A luta armada foi desencadeada em 25 de setembro de 1964, com o ataque de um pequeno número de guerrilheiros ao posto administrativo de Chai, na província de Cabo Delgado, a cerca de 100 km da fronteira com a Tanzânia. Para além das acções militares, a FRELIMO organizou um sistema de comércio para apoiar as acções de guerrilha, e Lázaro Nkavandame, que tinha sido nomeado Secretário Provincial do movimento para aquela província, foi quem organizou esse sistema; mais tarde, verificou-se que ele guardava os lucros para si e seus colaboradores e acabou por desertar, em 1969, pouco depois da morte de Mondlane.[carece de fontes?]
Este não foi o único incidente que ensombrou os primeiros anos da FRELIMO: Mateus Gwengere, um padre católico que tinha recrutado muitos jovens da sua província (Tete) e era professor do Instituto de Moçambique, insurgiu-se contra a política do movimento de enviar a maior parte dos jovens para a luta armada, em vez de os incentivar a continuar os estudos. Em março de 1968, verificou-se um motim, seguido pelo abandono quase maciço dos estudantes que, mais tarde, se descobriu ter sido despoletado por Gwengere. Em maio, uma multidão de macondes invadiu os escritórios do movimento e assassinou um dos membros do Comité Central, Mateus Sansão Muthemba – exigiam a independência imediata de Cabo Delgado. Entretanto, Nkavandame tentou forçar a realização de um congresso do movimento na Tanzânia, mas o Comité Central decidiu realizá-lo em Matchedje, nas zonas libertadas do Niassa, em Julho de 1968.[carece de fontes?]
Nesse congresso – o II Congresso da FRELIMO -, Mondlane foi reeleito como presidente e Uria Simango como vice-presidente, mas foi ainda criado um conselho executivo, que incluía a presidência e os chefes dos departamentos. O mais importante foi que o congresso reafirmou a política definida de lutar pela “independência total e completa” de Moçambique e não apenas de parte dela.[carece de fontes?]

### Morte e legado
Eduardo Mondlane morreu em Dar Es Salaam em 3 de fevereiro de 1969 ao abrir uma encomenda que continha uma bomba, entregue na casa de uma ex-secretária sua, Betty King.
Após sua morte o governo português afirmou que a morte de Mondlane foi causada por membros descontentes da FRELIMO enquanto as autoridades da Tanzânia investigavam o envolvimento da PIDE no atentado.
O ex-embaixador português José Duarte de Jesus, autor do livro  Eduardo Mondlane: Uma Voz Silenciada, analisou as cinco hipóteses sobre a morte de Mondlane e concluiu que o atentado foi preparado pela PIDE (com apoio da Aginter Press) e executado por Casimiro Monteiro (agente da PIDE com envolvimento na morte de Humberto Delgado).
Poucos dias após sua morte estudantes da Faculdade de Direito da Universidade de Lisboa homenagearam Mondlane com a exposição de uma grande fotografia em um dos prédios da faculdade. Essa e outras manifestações estudantis precipitaram a ocupação da universidade em 15 de fevereiro por membros da força policial armados de metralhadora.
Mondlane era casado com Janet Mondlane, que foi a primeira Directora Nacional de Acção Social de Moçambique independente e a primeira presidente do Conselho Nacional contra a SIDA, já nos anos 2000-2004, e três filhos. Deixou também um livro, "Lutar por Moçambique", que só foi publicado alguns meses depois da sua morte, onde detalha como funcionava o sistema colonial em Moçambique e o que seria necessário para desenvolver o país.[carece de fontes?]

## Obras
- Eduardo Mondlane, The Struggle for Mozambique. 1969, Harmondsworth: Penguin Books.